# 濵口遥大
- 濱口遥大
- 浜口遥大

濵口 遥大（はまぐち はるひろ、1995年3月16日 - ）は、佐賀県三養基郡基山町出身のプロ野球選手（投手）。左投左打。福岡ソフトバンクホークス所属。
姓の表記は、ドラフト指名時点では「濱口」とされていたが、プロ入り以降の登録名は「濵口」となっている。

## 経歴

### プロ入り前
若基小学校1年生の時に軟式野球を始めると、5年生の時に投手へ転向。
基山中学校では軟式野球部に所属していたが、この時は体が小さかったことから、投手は通用せず断念、ポジションはライトで打順も6、7番だった。このようなことから、高校進学後は野球をやめるつもりでいたという。
しかし、佐賀県立三養基高等学校への進学後は中学時代の先輩に勧められて投手として硬式野球部へ入部。1年秋の大会から控え投手で公式戦に出場すると、3年春の県大会では、エースとしてチームの準々決勝進出に貢献した。3年夏の選手権佐賀大会では、1回戦からの2試合で完封するとともに通算27イニングで31奪三振6失点を記録している。しかし3回戦で敗れ、在学中は春夏ともに甲子園球場での全国大会へ出場できなかった。
高校卒業後に神奈川大学へ進学すると、1年春からリーグ戦に登板。2年春の関東学院大学戦では先発で9回を2失点に抑えると、延長10回のタイブレーク中にストレートで自己最速の150km/hを計測した。在学中は、リーグ戦で通算51試合に登板。通算で359回1/3を投げて20勝（15完投7完封）16敗、防御率2.10を記録した。2年春・3年春のリーグ優勝を経て臨んだ全日本大学野球選手権では、2年時にチームの準優勝、3年時に準決勝進出に貢献している。さらに、野球日本代表の一員として、2年夏にハーレムベースボールウィーク、3年夏にユニバーシアードの野球競技、4年夏に日米大学野球へ出場した。リーグ戦では最優秀投手2回、ベストナイン、フレッシュマン（新人）賞を各1回。
2016年のNPBドラフト会議で、神奈川大学の地元球団でもある横浜DeNAベイスターズから1巡目で指名された。柳裕也（明治大学）・佐々木千隼（桜美林大学）の重複指名による抽選で交渉権を逃した末の指名であったが、契約金9000万円、年俸1500万円（金額は推定）という条件で入団した。背番号は26。

### DeNA時代
2017年は、オープン戦から先発で好投を続けた結果、セントラル・リーグの球団にドラフト1巡目で入団した新人選手でただ1人開幕一軍入りを果たした。4月2日には、対 東京ヤクルトスワローズとの開幕カード第3戦（神宮球場）に、先発投手として公式戦にデビュー。次に先発した4月9日の対中日ドラゴンズ戦（ナゴヤドーム）では、左ふくらはぎの痙攣によって6回裏一死で降板したものの、1失点に抑えて公式戦初勝利を挙げた。一軍公式戦の開幕2カード目までに初勝利を挙げたDeNAの新人左腕投手は、前身球団を含めても59年ぶり3人目であった。その後の公式戦では、主に髙城俊人とのバッテリーで、一軍の先発ローテーションの一角に定着。セ・パ交流戦では、先発した3試合全てで勝ち星を挙げ、規定投球回へ到達した日本人投手では全12球団トップ（外国人投手を含めれば2位）の防御率0.93を記録した。オールスターゲームにも監督推薦でセ・リーグの新人選手からただ1人選ばれていた。しかし、オールスター前最後のリーグ戦であった7月12日の対広島東洋カープ戦（MAZDA Zoom-Zoom スタジアム広島）に先発したところ、左肩に違和感を覚え、プロ入り後最短の3回で降板。翌7月13日には、出場選手登録を抹消されるとともに、同ゲームの出場を辞退した。8月13日の対阪神戦に先発投手として一軍に復帰すると、9月3日の対読売ジャイアンツ戦（横浜スタジアム）でシーズン9勝目を挙げ、DeNAの大卒新人投手による一軍公式戦のシーズン勝利数記録を更新。さらに、レギュラーシーズンの最終戦となった10月4日の対中日ドラゴンズ戦（横浜スタジアム）では、7回1失点という内容で10勝目を挙げた。球団の新人投手が一軍公式戦で2桁勝利を挙げた事例は、川村丈夫（1997年）の10勝以来20年ぶり。左投手としては、大洋ホエールズ時代の権藤正利（1953年）・鈴木隆（1958年）以来3人目だった。チームのレギュラーシーズン3位で迎えたポストシーズン（PS）では、広島とのクライマックスシリーズ（CS）ファイナルステージ第2戦（マツダスタジアム・10月19日）に先発投手としてPS初登板。1試合における投球数のCS最多記録（128球）や、CSで登板した同一投手による暴投数の1試合最多タイ記録（2暴投）を残しながらも、7回2失点の好投でCSおよびPSでの初勝利を挙げた。新人投手によるCS初登板試合での先発勝利は史上4人目だが、DeNAの新人投手によるPSでの勝利はチーム史上初めてであった。10月24日の第5戦には、レギュラーシーズンを含めてもプロ入り初の救援登板ながら、2回無失点の好投でホールドを記録。チームは、セントラル・リーグ優勝の1998年以来19年ぶりに日本シリーズへの出場を決めた。福岡ソフトバンクホークスとの日本シリーズでは、チームの3連敗で迎えた第4戦（11月1日・横浜）に先発として初登板を果たすと、四死球や振り逃げで4人の走者を出しながらも、8回表一死まで無安打無得点と好投。鶴岡慎也の安打（二塁打）で「1人の投手によるノーヒットノーラン」という日本シリーズ史上初の快挙を逃したものの、7回2/3を2安打無失点に抑える好投で、チームの19年ぶりのシリーズ勝利とチームの新人投手によるシリーズ初勝利につなげた。さらに、3日後（11月4日）の第6戦（福岡 ヤフオク!ドーム）にも、CSに続いて救援要員としてベンチで待機。自身の登板はなく、チームは延長11回サヨナラ負けでシリーズ制覇を逃したが、同シリーズの優秀選手賞を受賞した。新人王選考の記者投票では得票数は3位だったが、日本シリーズの終了後には新人特別賞を受賞。契約交渉では、同年の新人選手としては最高の年俸（推定4750万円）を球団から提示され、契約を更改した。
2018年は、オープン戦期間中の3月に日本代表とオーストラリア代表の強化試合のメンバーに選出され、初の代表トップチーム選出となった。しかし、春季キャンプから左肩の違和感が癒えないまま、強化試合への出場を辞退した。その後も調整が遅れ、一軍公式戦へのシーズン初登板は5月12日の対東京ヤクルトスワローズ戦（横浜スタジアム）にまで持ち越された。7月1日の対広島東洋カープ戦（横浜スタジアム）には、3回表に先頭打者の田中広輔へ死球を与え、二死二・三塁から6番打者サビエル・バティスタへの申告敬遠制度による故意四球で満塁策を講じた後に、7番打者・會澤翼から1番打者の田中まで4者連続で押し出し四球を献上。1人の投手による1イニング6与四球（セ・リーグ公式戦タイ記録）、1イニング5者連続与四球（NPB史上11人目の一軍公式戦タイ記録）、1イニング4者連続押し出し四球（NPB公式戦史上71年ぶり2人目、2リーグ分立後の1950年以降では初めての記録）を同時に記録し、1イニング7与四死球（田中への死球以外は全て与四球）を記録した。一軍公式戦全体では19試合の登板で4勝5敗、防御率3.90という成績にとどまったが、シーズン終了後の11月には日本代表のトップチームへ改めて招集。日米野球および、日米野球に先駆けて開かれたチャイニーズタイペイ代表との壮行試合に登板した。
2019年は、公式戦を2年ぶりに一軍でスタート。4月10日の対阪神タイガース戦（阪神甲子園球場）では、7個の四球を出しながらも、安打は1回裏一死から糸原健斗に許しただけで、シーズン初勝利を一軍公式戦初完投・初完封で記録した。与四球7での1安打完封勝利はセ・リーグ公式戦初めての事例であった。一軍公式戦全体では17試合の登板でチーム3位の6勝を記録。防御率3.17と前年よりも良化させて2完封も記録したが、2回未満で降板する試合が4試合もあった。
2020年は、ルーキーイヤーにバッテリーを組んでいた高城俊人がDeNAに復帰し、再びバッテリーを組むこととなった。開幕からローテーションを守っていたが、10月に2試合連続で2回途中降板し、同11日に抹消。そのままシーズンを終えた。16試合登板、6勝5敗、防御率4.60と苦しいシーズンに終わった。12月16日に年俸5500万円（前年から現状維持）で契約を更改した。
2021年は、3月26日の対読売ジャイアンツ戦（東京ドーム）で自身初の開幕投手を務めたが、3回6失点で降板し敗戦。さらに開幕3連敗を喫し、初勝利は6試合目の4月29日だった。 その後は先発陣が苦しむ中孤軍奮闘し、6月11日の対北海道日本ハムファイターズ戦（札幌ドーム）では自己最多の138球を投じて2年ぶりの完封勝利を挙げた。しかし6月25日の対阪神タイガース戦（阪神甲子園球場）での登板中に左脇腹の炎症を起こし、翌日に登録抹消。後半戦は一軍に復帰するも3連敗を喫し、9月1日に出場選手登録を抹消され、そのままシーズンを終えた。最終的に17試合登板、5勝7敗、防御率3.94の成績を記録した。11月23日には330万円増の推定年俸5830万円で契約を更改した。
2022年は、先発ローテーションの一角として3月31日の対中日ドラゴンズ戦（バンテリンドーム）で初登板し、8回無失点の好投で1勝目を挙げたが、チーム内で新型コロナウィルスの感染が広がり、濱口も4月7日に陽性が確認され登録抹消となった。先発復帰登板となった5月26日の対福岡ソフトバンクホークス戦（横浜スタジアム）で5回3安打1失点で勝ち投手となり、交流戦通算では藤川球児以来15年ぶり史上4人目の負け無しの7連勝を記録した（ただし、6月2日の対オリックス・バファローズ戦で交流戦初敗戦）。8月は防御率1点台と好投しチームの本拠地17連勝に貢献した。最終的にチーム2位の8勝を挙げ、課題であった制球力も改善。チーム3年ぶりのクライマックスシリーズ進出に貢献した。
2023年は、4月4日の本拠地開幕の対読売ジャイアンツ戦の先発を任されるが、5回4失点で降板。そこから不調に苦しみ、シーズン前半は一軍と二軍を行き来しフォームの見直しなどを進め、8月2日の対広島東洋カープ戦（MAZDA Zoom-Zoom スタジアム広島）でようやく6回2失点と調子を取り戻していくがチームは敗れ、この時点で勝ち星がなく5敗目を喫する。しかし、ここから徐々に調子を上げ8月11日の対中日ドラゴンズ戦（横浜スタジアム）で9回1失点と2年ぶりの完投で1勝目を挙げる。後半戦では調子を取り戻すも、自己ワーストの3勝（7敗）に終わり、防御率は4.50だった。10月22日に900万円ダウンの推定年俸5400万円で契約更改すると、オフシーズンにはプエルトリコのウィンターリーグ]・リーガ・デ・ベイスボル・プロフェシオナル・ロベルト・クレメンテに参戦し、カングレへロス・デ・サントゥルセの一員としてプレー。8試合の先発登板で37イニングを投げ、防御率2.68の成績を残してチームの優勝に貢献した。
2024年は、開幕ローテーション入りするも、制球の不安定さを露呈し、3試合の登板で0勝2敗、防御率3.14の成績で4月25日に出場選手登録を抹消された。二軍調整で7試合（うち6試合先発）に登板し、2勝2敗、防御率1.57の成績を挙げ、6月14日に一軍に復帰した。同日の対埼玉西武ライオンズ戦（ベルーナドーム）では6回1失点の投球で、同年初勝利を手にし、交流戦通算8勝（2敗）に伸ばした。7月15日の広島戦（横浜スタジアム）では、9回4安打1失点（自責0）、123球で好投を見せ、完投勝利で2勝目を挙げた。11月3日に行われた日本シリーズ第6戦では、4回2失点で降板した大貫晋一の後を継いで、5回表を三者凡退に抑え、裏の一挙7得点の攻撃に繋げた。この試合にDeNAは勝利し、26年ぶり3度目の日本一に輝いた。

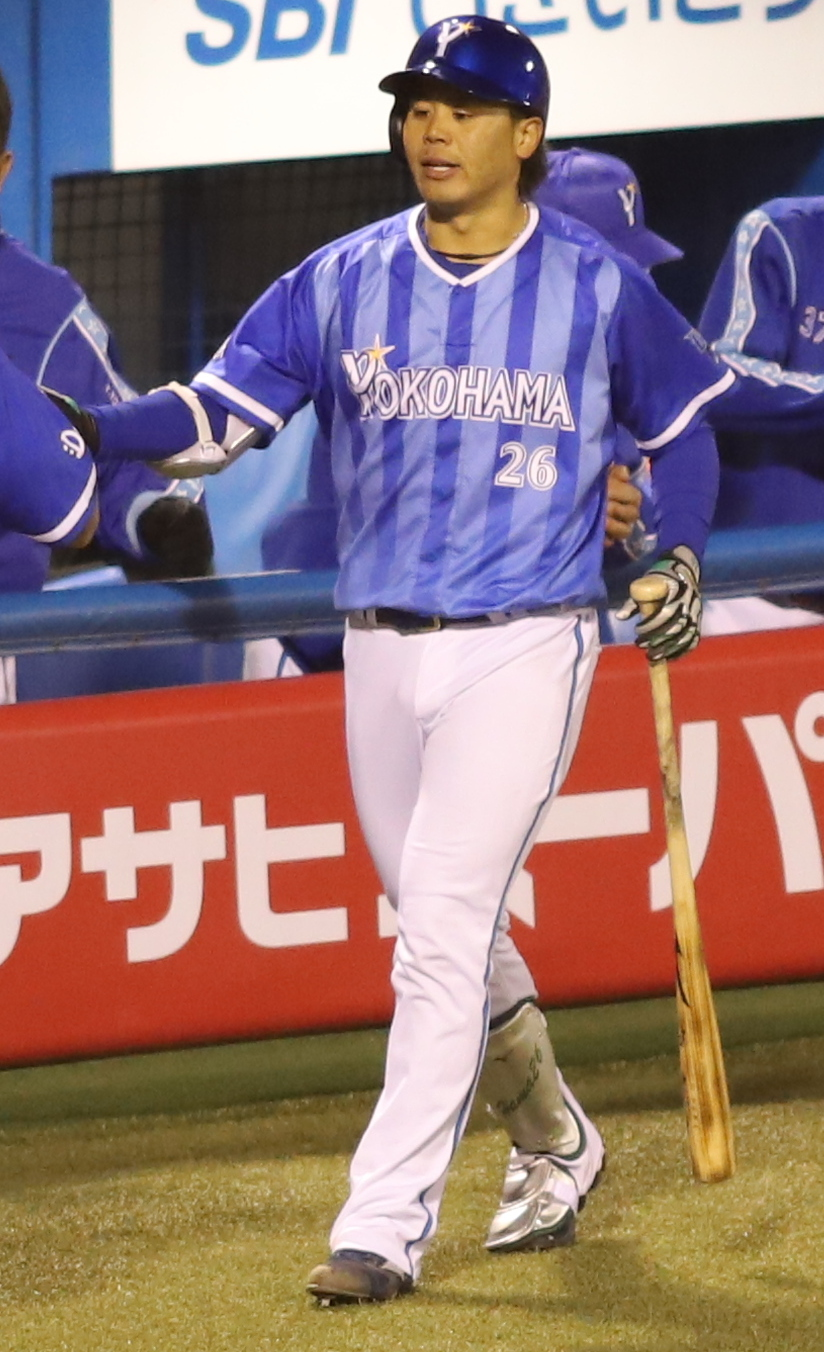
2019年4月3日、明治神宮球場にて

シーズン終了後には、メキシコウィンターリーグ・リーガ・メヒカーナ・デル・パシフィコのアルゴドネロス・デ・グアサベに上茶谷大河とともに派遣された。

### ソフトバンク時代
2024年12月23日、三森大貴との交換トレードで福岡ソフトバンクホークスへ移籍することが発表された。背番号は13。
移籍初年となる2025年は、開幕から一軍登板はなく二軍で調整されていたが、4月16日に佐賀市内の病院で左肘関節炎にともなう左肘関節クリーニング術を受けたうえに、国指定難病である胸椎の黄色靭帯骨化症を発症していることも判明し、同月23日には兵庫県尼崎市内の病院で内視鏡下胸椎黄色靱帯骨化切除術を受けた。競技復帰まで3 - 4か月と見られている。

## 選手としての特徴
身長173cmと投手としては小柄ながら、オーバースローから繰り出す最速151km/h（プロ入り後の最速は150km/h）のストレートとブレーキの効いた120km/h前半のチェンジアップが持ち味。変化球では、チェンジアップを勝負球に使う一方で、カウントやゴロを奪う際には130km/h後半のスラッター（本人曰く「速スラ」）を投げ、その他にもフォーク、ナックルカーブなどの球種も織り交ぜている。その一方で、腕を強く振ることにこだわるあまり、制球が乱れ、「暴れ馬」と称されるほど与四死球が多い。ただし、2022年は与四球率2.80と制球力が改善された。

## 人物
2020年3月20日に大学時代から約4年間交際し続けた一般女性との結婚を発表。のちに夫人が久慈暁子のフジテレビ時代の同期であることが判明。

## 詳細情報

### 年度別投手成績
| 年 度     | 球 団     | 登 板 | 先 発 | 完 投 | 完 封 | 無 四 球 | 勝 利 | 敗 戦 | セ 丨 ブ | ホ 丨 ル ド | 勝 率 | 打 者 | 投 球 回 | 被 安 打 | 被 本 塁 打 | 与 四 球 | 敬 遠 | 与 死 球 | 奪 三 振 | 暴 投 | ボ 丨 ク | 失 点 | 自 責 点 | 防 御 率 | W H I P |
| --------- | --------- | ----- | ----- | ----- | ----- | -------- | ----- | ----- | -------- | ----------- | ----- | ----- | -------- | -------- | ----------- | -------- | ----- | -------- | -------- | ----- | -------- | ----- | -------- | -------- | ------- |
| 2017      | DeNA      | 22    | 22    | 0     | 0     | 0        | 10    | 6     | 0        | 0           | .625  | 546   | 123.2    | 116      | 9           | 69       | 0     | 2        | 136      | 9     | 1        | 54    | 49       | 3.57     | 1.50    |
| 2018      | DeNA      | 19    | 18    | 0     | 0     | 0        | 4     | 5     | 0        | 1           | .444  | 416   | 94.2     | 92       | 9           | 48       | 2     | 3        | 97       | 6     | 0        | 42    | 41       | 3.90     | 1.48    |
| 2019      | DeNA      | 17    | 16    | 2     | 2     | 0        | 6     | 5     | 0        | 1           | .545  | 341   | 82.1     | 59       | 8           | 38       | 1     | 3        | 85       | 1     | 0        | 33    | 29       | 3.17     | 1.18    |
| 2020      | DeNA      | 16    | 16    | 0     | 0     | 0        | 6     | 5     | 0        | 0           | .545  | 363   | 78.1     | 84       | 8           | 47       | 1     | 3        | 67       | 4     | 0        | 43    | 40       | 4.60     | 1.67    |
| 2021      | DeNA      | 17    | 17    | 1     | 1     | 0        | 5     | 7     | 0        | 0           | .417  | 387   | 91.1     | 73       | 8           | 52       | 1     | 3        | 84       | 5     | 0        | 42    | 40       | 3.94     | 1.37    |
| 2022      | DeNA      | 19    | 19    | 0     | 0     | 0        | 8     | 7     | 0        | 0           | .533  | 464   | 112.1    | 104      | 8           | 33       | 1     | 2        | 88       | 3     | 1        | 42    | 42       | 3.36     | 1.22    |
| 2023      | DeNA      | 14    | 13    | 1     | 0     | 0        | 3     | 7     | 0        | 0           | .300  | 304   | 68.0     | 71       | 6           | 35       | 1     | 0        | 56       | 1     | 0        | 42    | 34       | 4.50     | 1.56    |
| 2024      | DeNA      | 11    | 11    | 1     | 0     | 0        | 2     | 4     | 0        | 0           | .333  | 229   | 52.2     | 47       | 3           | 29       | 0     | 1        | 45       | 0     | 0        | 26    | 19       | 3.25     | 1.44    |
| 通算：8年 | 通算：8年 | 135   | 132   | 5     | 3     | 0        | 44    | 46    | 0        | 2           | .489  | 3050  | 703.1    | 646      | 59          | 351      | 7     | 17       | 658      | 29    | 2        | 324   | 294      | 3.76     | 1.42    |

- 2024年度シーズン終了時
- 各年度の太字はリーグ最高

### 年度別守備成績
| 年 度 | 球 団 | 投手  | 投手  | 投手  | 投手  | 投手  | 投手     |
| 年 度 | 球 団 | 試 合 | 刺 殺 | 補 殺 | 失 策 | 併 殺 | 守 備 率 |
| ----- | ----- | ----- | ----- | ----- | ----- | ----- | -------- |
| 2017  | DeNA  | 22    | 7     | 18    | 0     | 1     | 1.000    |
| 2018  | DeNA  | 19    | 4     | 19    | 1     | 1     | .958     |
| 2019  | DeNA  | 17    | 0     | 15    | 1     | 2     | .938     |
| 2020  | DeNA  | 16    | 4     | 11    | 1     | 1     | .938     |
| 2021  | DeNA  | 17    | 8     | 8     | 0     | 1     | 1.000    |
| 2022  | DeNA  | 19    | 6     | 19    | 0     | 3     | 1.000    |
| 2023  | DeNA  | 14    | 2     | 12    | 2     | 0     | .875     |
| 2024  | DeNA  | 11    | 4     | 11    | 4     | 1     | .789     |
| 通算  | 通算  | 135   | 34    | 113   | 9     | 10    | .962     |

- 2024年度シーズン終了時
- 各年度の太字はリーグ最高

### 表彰
- セ・リーグ 連盟特別表彰：1回（新人特別賞：2017年）
- 日本シリーズ優秀選手賞：1回（2017年）
- 基山町町民栄誉賞（2017年）[70]

### 記録
初記録
投手記録
- 初登板・初先発登板：2017年4月2日、対東京ヤクルトスワローズ3回戦（明治神宮野球場）、5回4失点で勝敗つかず
- 初奪三振：同上、1回裏に畠山和洋から見逃し三振
- 初勝利・初先発勝利：2017年4月9日、対中日ドラゴンズ3回戦（ナゴヤドーム）、6回1/3を1失点（自責点0）6奪三振
- 初ホールド：2018年10月10日、対阪神タイガース25回戦（阪神甲子園球場）、4回裏に2番手で救援登板、2回を無失点
- 初完投勝利・初完封勝利：2019年4月10日、対阪神タイガース2回戦（阪神甲子園球場）、9回無失点

打撃記録
- 初打席：2017年4月2日、対東京ヤクルトスワローズ3回戦（明治神宮野球場）、3回表にロス・オーレンドルフから左飛
- 初安打：2017年9月10日、対阪神タイガース20回戦（阪神甲子園球場）、4回表にルイス・メンドーサから右前安打
- 初打点：2018年8月1日、対読売ジャイアンツ16回戦（横浜スタジアム）、2回裏に吉川光夫から中前適時打

その他の記録
- 5者連続四球：2018年7月1日、対広島東洋カープ10回戦（横浜スタジアム）、3回表にバティスタ、西川龍馬、會澤翼、岡田明丈、田中広輔に連続四球 ※プロ野球タイ記録、バティスタには故意四球
- 1イニング6四球：同上、3回表に丸佳浩、バティスタ、西川龍馬、會澤翼、岡田明丈、田中広輔に四球 ※セ・リーグタイ記録、バティスタには故意四球[71]

### 背番号
- 26（2017年[9] - 2024年）
- 13（2025年[60] - ）